# Bernhard Haas
Bernhard Haas, né en 1964, est un organiste et pédagogue allemand. Il s'est formé en piano, orgue, théorie de la musique et composition aux Musikhochschulen de Fribourg-en-Brisgau et Cologne.

## Biographie
Il a principalement étudié l'orgue avec Ludger Lohmann, Michael Schneider, Zsigmond Szathmáry, Xavier Darasse et Jean Guillou.
Il a remporté de nombreux premiers prix lors de concours internationaux, notamment le Premier Prix du concours Franz-Liszt de Budapest en 1988.
Spécialiste de l'interprétation de la musique pour orgue du XVIIe siècle, de J.S. Bach, de Max Reger et du répertoire contemporain, il a également enregistré un disque consacré à des transcriptions originales : Le Sacre du printemps d'Igor Stravinsky et la Sonate en si mineur de Franz Liszt, un autre avec des œuvres de Max Reger et un troisième consacré à l'œuvre d'orgue de Giacinto Scelsi, Morton Feldman, Iannis Xenakis et Brian Ferneyhough.
Après avoir enseigné à la Hochschule für Musik de Sarrebruck, il était de 1994 à 2013 professeur d'orgue à la Hochschule für Musik de Stuttgart où son enseignement jouissait d'un grand prestige international. À partir de février 2013, il est professeur à la Musikhochschule de Munich, succédant ainsi à Edgar Krapp.
Il a co-présidé avec Pierre Pincemaille le concours international d'orgue de Dudelange, qui a eu lieu du 26 au 29 août 2015.